# Intel vPro
Con il nome commerciale di vPro Intel indica una serie di piattaforme hardware destinate ai computer del settore desktop professionale. Si tratta di un settore nel quale alle prestazioni velocistiche assolute si affianca anche l'esigenza di una gestione remota e di sicurezza dei dati; questi sono due dei principali elementi cui gli amministratori di sistemi pongono attenzione.
Nella sua prima versione, è stata presentata l'8 settembre 2006.

## Evoluzione del nome
Inizialmente chiamata vPro, la piattaforma dal 1º gennaio 2008 ha cambiato nome in Core 2 vPro. Alla base di questa decisione c'è l'evidente volontà di promuovere questa piattaforma soffermando l'attenzione sul tipo di architettura di processore utilizzata, quella appunto del Core 2 Duo, la Intel Core Microarchitecture.
Si può anche pensare che la decisione di modificare il marchio sia legata ai risultati di mercato ottenuti, probabilmente inferiori alle iniziali aspettative di Intel: legare maggiormente il nome di questa piattaforma all'architettura del processore Core 2 Duo non può che aiutare Intel, e soprattutto i partner produttivi che presenteranno questi sistemi sul mercato, a meglio proporre ai clienti le proprie soluzioni.

## Scopi della piattaforma
La piattaforma vPro è stata creata da Intel dopo il successo commerciale ottenuto con la piattaforma mobile Centrino; la nuova strategia Intel mira a fornire piattaforme complete specificatamente pensate per i vari ambiti di utilizzo di un pc.
Intel dichiarò l'intenzione di abbassare i costi di gestione da parte degli amministratori di sistemi di ben il 40%, grazie anche alla combinazione tra la tecnologia iAMT, che permette d'intervenire remotamente sul sistema ad amministrarne le componenti hardware, a prescindere dal sistema operativo installato, insieme a quella di virtualizzazione Vanderpool, (implementata invece direttamente nella CPU).

## Varie generazione di vPro

### Prima generazione: Averill Pro
La prima generazione della piattaforma vPro era conosciuta attraverso il nome in codice Averill Pro (aggiornamento della precedente Averill) ed era basata esclusivamente sul processore Core 2 Duo Conroe e il chipset i965; essa aveva lo scopo di offrire agli amministratori una serie di tecnologie utili nella gestione dei PC di un'intera impresa, consentendo l'esecuzione di una serie di operazioni da remoto.
Solo i processori Conroe con processor number della serie E6xx sono alla base della nuova piattaforma. I modelli Conroe E4x00 invece, non ne fanno parte.

### Seconda generazione: Weybridge Pro
Weybridge Pro è il nome in codice dell'evoluzione della piattaforma vPro (dal 1º gennaio 2008 Core 2 vPro) presentata nel terzo trimestre 2007.
I sistemi basati su tale piattaforma comprendono il processore Core 2 Quad Yorkfield e il chipset Bearlake nelle sue varianti conosciute come Q33 e Q35.
Tra le tecnologie cardine di questa piattaforma (in particolare della versione Pro, basata sul chipset Q35) sono da segnalare la nuova versione dell'iAMT, qui in versione Pro, e la Trusted Execution Technology, precedentemente conosciuta come LaGrande.
Esisterà anche la variante Weybridge Fundamental, basata sul Q33, in cui la tecnologia iAMT sarà in versione standard e dove non dovrebbe essere implementata la Trusted Execution Technology. Il bus per questa piattaforma sarà limitato a 1066 MHz, e in alcune versioni sarà basata anche sul chipset i946GZ, per le soluzioni con Pentium D e Pentium Dual Core.

### Terza generazione: McCreary
Con l'arrivo della famiglia di chipset successiva a Bearlake, e conosciuta come Eaglelake, avvenuta a metà 2008, Intel ha posto le basi per il passaggio alla terza generazione della piattaforma vPro, conosciuta come McCreary. Il chipset che ne costituisce il cuore è stato presentato il 23 settembre 2008 ed è quello conosciuto come Q45 (ne esiste anche una versione leggermente più economica, conosciuta come Q43).
Questa terza generazione ha portato con sé anche alcune tecnologie di nuova concezione, tra le quali si possono citare:
- Intel Remote Alert - si tratta di una tecnologia che consente ad un sistema malfunzionante di contattare autonomamente e automaticamente l'assistenza tecnica.
- Intel Fast Call for Help - è una tecnologia complementare alla precedente, infatti consente agli utenti di ottenere assistenza tecnica mediante la semplice pressione di un tasto; secondo Intel tale funzionalità è in grado di aiutare gli utenti anche nei casi in cui il sistema operativo o gli hard disk non dovessero dare segni di vita.
- Intel Remote Scheduled Maintenance - anche questa tecnologia fornisce una sorta di "intelligenza artificiale" ai sistemi nei quali è integrata, dato che fornisce un collegamento diretto tra i sistemi e i programmi di amministrazione remota, in modo da ricevere automaticamente aggiornamenti software e di configurazione.
- Intel Access Monitor - offre agli amministratori la possibilità di consultare in qualsiasi momento da remoto i registri degli eventi presenti sulle varie macchine.

A queste si può aggiungere la nuova capacità da parte dei sistemi basati sulla terza generazione della piattaforma vPro, di poter accedere alle reti "Microsoft Network Access Protection" in maniera totalmente sicura, grazie alla presenza di una specifica tecnologia definita embedded dalla stessa Intel.

## Non solo piattaforme per il settore Business
L'annuncio di un nome commerciale per una piattaforma è arrivato dopo altri importanti marchi già presentati da Intel nei mesi e negli anni precedenti. Il più importante e noto di questi è il marchio Centrino (aggiornato all'inizio del 2006 in Centrino Duo mediante i nuovi processori dual core Core Duo Yonah), ma anche il marchio VIIV, pensato per i sistemi di intrattenimento domestico come i media center mira a diventare un riferimento tra il grande pubblico.
Da metà 2007, quando è stato presentata la nuova evoluzione della piattaforma mobile Centrino Duo, conosciuta con il nome in codice di Santa Rosa, Intel ha portato i benefici della piattaforma vPro anche nel settore dei notebook, e dal 2008 il nome Centrino Pro è stato rinominato in Centrino vPro per ottenere una maggiore uniformità dei marchi.